# Heo Jun (schermidore)
Heo Jun (Seul, 31 maggio 1986) è uno schermidore sudcoreano.

## Palmarès
- Mondiali

Wuxi 2018: bronzo nel fioretto individuale.
- Giochi asiatici

Incheon 2014: argento nel fioretto individuale.
- Campionati asiatici

Wakayama 2012: oro nel fioretto a squadre.
Shanghai 2013: oro nel fioretto individuale e nel fioretto a squadre.
Suwon 2014: oro nel fioretto individuale e argento nel fioretto a squadre.
Singapore 2015: argento nel fioretto a squadre.
Wuxi 2016: oro nel fioretto a squadre.
Hong Kong 2017: argento nel fioretto a squadre.
Bangkok 2018: oro nel fioretto individuale e nel fioretto a squadre.